# لاوری (داکوتای جنوبی)
لاوری(به انگلیسی: Lowry) شهری در ایالت داکوتای جنوبی کشور ایالات متحده آمریکا است که جمعیت آن در سرشماری سال ۲۰۱۰ میلادی، ۶ نفر بوده‌است.